# Olly Lee
Oliver Robert Lee (11 de julho de 1991) é um ex-futebolista profissional inglês que atuava como meio-campista.

## Carreira
Lee começou sua carreira no futebol como jogador do time juvenil no West Ham United F.C, com quem assinou profissionalmente em 2009. Ele foi capitão do time sub-18, jogou futebol no time reserva e foi substituto não utilizado em uma partida da Copa da Liga com o West Ham United F.C antes assinando empréstimo para o Dagenham & Redbridge F.C, clube da League One, em março de 2011. Ele fez sua estreia na derrota fora de casa por 2 a 1 para o Exeter City F.C, em 2 de abril. Seu empréstimo foi prorrogado até o final da temporada, período em que disputou cinco partidas pelo campeonato, todas derrotas, já que o clube não conseguiu evitar o rebaixamento para a Liga Dois. 
Depois de um teste de duas semanas em fevereiro de 2012, Lee se juntou ao Gillingham F.C, clube da Football League Two, por empréstimo por um mês. Ele fez sua estreia no dia 21 de fevereiro, em um empate sem gols com o Rotherham United F.C, e disputou oito partidas ao todo durante seu período de empréstimo, que foi prorrogado pelo segundo mês.

## Vida pessoal
Lee nasceu em Hornchurch, Londres, filho do ex-meio-campista do Newcastle e da Inglaterra, Rob Lee. Seu irmão mais novo, Elliot, também se tornou jogador de futebol profissional. Lee frequentou a Brentwood School em Brentwood, e jogou pela equipe representativa sub-16 da Independent Schools Football League (ISFA).